# Saison 3 de Ben 10: Ultimate Alien
Chronologie
Saison 2
Cet article présente la troisième saison de la série télévisée d'animation américaine Ben 10: Ultimate Alien.